# Îles du Foulon et de l'Encensoir
Les îles du Foulon et de l'Encensoir sont, depuis 2009, un espace naturel protégé de 17 hectares situé à Tomblaine sur la rive droite de la Meurthe.

## Création
L'île du Foulon a été artificiellement créée au XIIIe siècle afin d'implanter le moulin de Tomblaine, moulin à grains qui a fonctionné jusqu'au début du XXe siècle après rachat et agrandissement par la société Vilgrain et Cie.

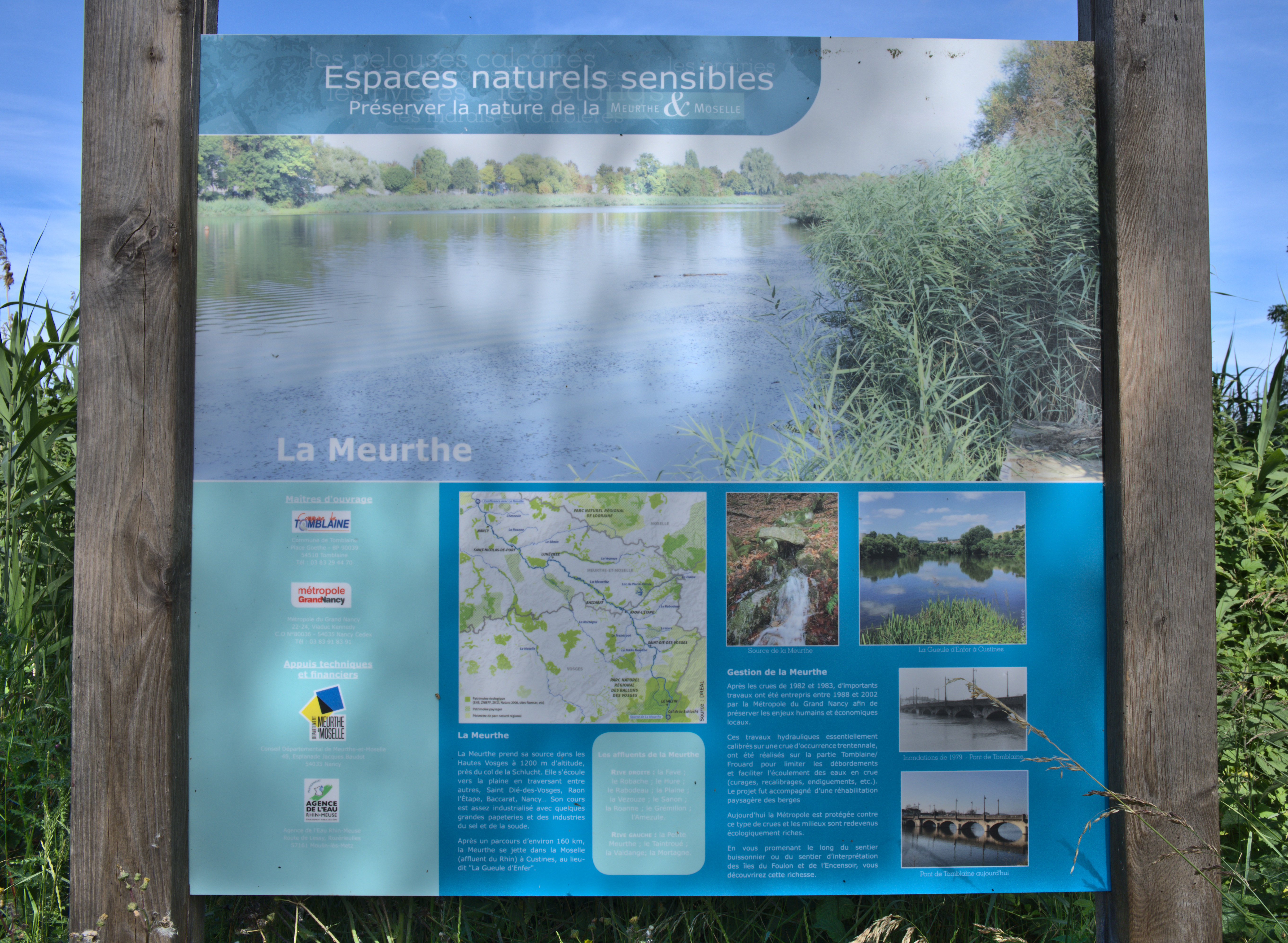
Panneau pédagogique du sentier de découverte

## Organisation
Cet espace naturel sensible, accessible au public, est organisé en trois zones :
- en aval, un sentier buissonnier permet de se rendre à la pointe nord de l'île du Foulon;
- un sentier de découverte comportant des panneaux explicatifs et des supports ludiques et éducatifs fait une boucle au centre de l'île;
- une « zone de quiétude » abritant des espèces sensibles au dérangement commence un peu avant de passer sous le pont du millénaire et s'étend jusqu'au barrage de Tomblaine au sud.

Le sentier de découverte permet l'accès à deux platelages donnant vue sur le bras principal de la Meurthe. 

## Faune et flore
Les îles du Foulon et de l'Encensoir comptent plus de 200 espèces végétales. Cet espace protégé abrite également beaucoup d'animaux comme le castor d'Europe, le renard, le chevreuil, l'orvet, la belette et de nombreux insectes comme la mante religieuse et le grand mars changeant... 
Elles abritent aussi une multitude de végétaux comme des roseaux communs et des acores.

## Zone humide et milieux naturels
Desservie par la Meurthe, une partie de l’espace est formé de mares abritant des castors. L'autre partie est constituée de bois et de prairies.